# Class 43 (Warship Class)
Class 43 van British Rail (BR) is een reeks dieselhydraulische locomotieven die in de periode 1960 – 1962 werden gebouwd door de North British Locomotive Company (NBL). Ze waren genummerd als D833-D865.

## Indeling
De reeks D800 “Warship Class” werd, voor de invoering van het computernummeringssysteem TOPS, gebouwd door twee verschillende bouwers. De locomotieven die gebouwd werden door de werkplaats van BR in Swindon kregen de nummers D800-D832 en D866-D870. De exemplaren die door NBL werden gebouwd kregen de nummers D833-D865. In verband met mechanische verschillen werden de locomotieven voor het TOPS, dat in 1968 werd ingevoerd, als verschillende reeksen gezien, de exemplaren uit Swindon werden als class 42 en die van NBL als class 43 ingedeeld. De nieuwe nummers werden echter nooit aangebracht omdat de reeks D800 al uitstroomde in de periode 1968 – 1972. Meer details over de gemeenschappelijke kenmerken zijn te vinden in het artikel over de Class 42.

## Mechanische verschillen
NBL had begin jaren 50 een overeenkomst gesloten met MAN AG om de motorontwerpen van MAN in het Verenigd Koninkrijk op de markt te brengen. NBL wilde graag een marktaandeel in de bouw van diesellocomotieven vooral toen duidelijk werd dat de Britse spoorwegen grote hoeveelheden nodig zou hebben voor het moderniseringsplan. MAN wilde op haar beurt een deel van de Britse markt voor zichzelf. Het eerste resultaat van deze samenwerking waren de locomotieven D600 – D 604 die niet waren voorzien van een gewichtsbesparende dragende huid in combinatie met een hydraulische overbrenging. Er kwam geen vervolgorder maar NBL kreeg op 3 juli 1958 wel de opdracht om 33 locomotieven van de reeks D800 te bouwen. Deze D800 was door BR in Swindon ontworpen op basis van de V 200 van de Duitse fabrikant Kraus Maffei. De door NBL gebouwde exemplaren verschilden mechanisch van die uit Swindon. In Swindon werden de locomotieven voorzien van Maybach motoren en een hydraulische overbrenging met vier versnellingen van Mekydro. Deze werden direct door de Duitse fabrikanten geleverd, waarvan 10 motoren en 3 overbrengingen als bouwpakket en de rest compleet. NBL koos uiteraard de MAN L12V18/21B dieselmotoren, elk met een vermogen van 1.100 pk (820 kW) bij 1530 tpm. Voor de overbrenging koos NBL, net als bij de D600, voor de Voith LT306r hydraulische overbrenging met drie versnellingen waarvoor ze al een licentie had. NBL bouwde motoren en de overbrengingen voor haar locomotieven in de eigen fabriek.

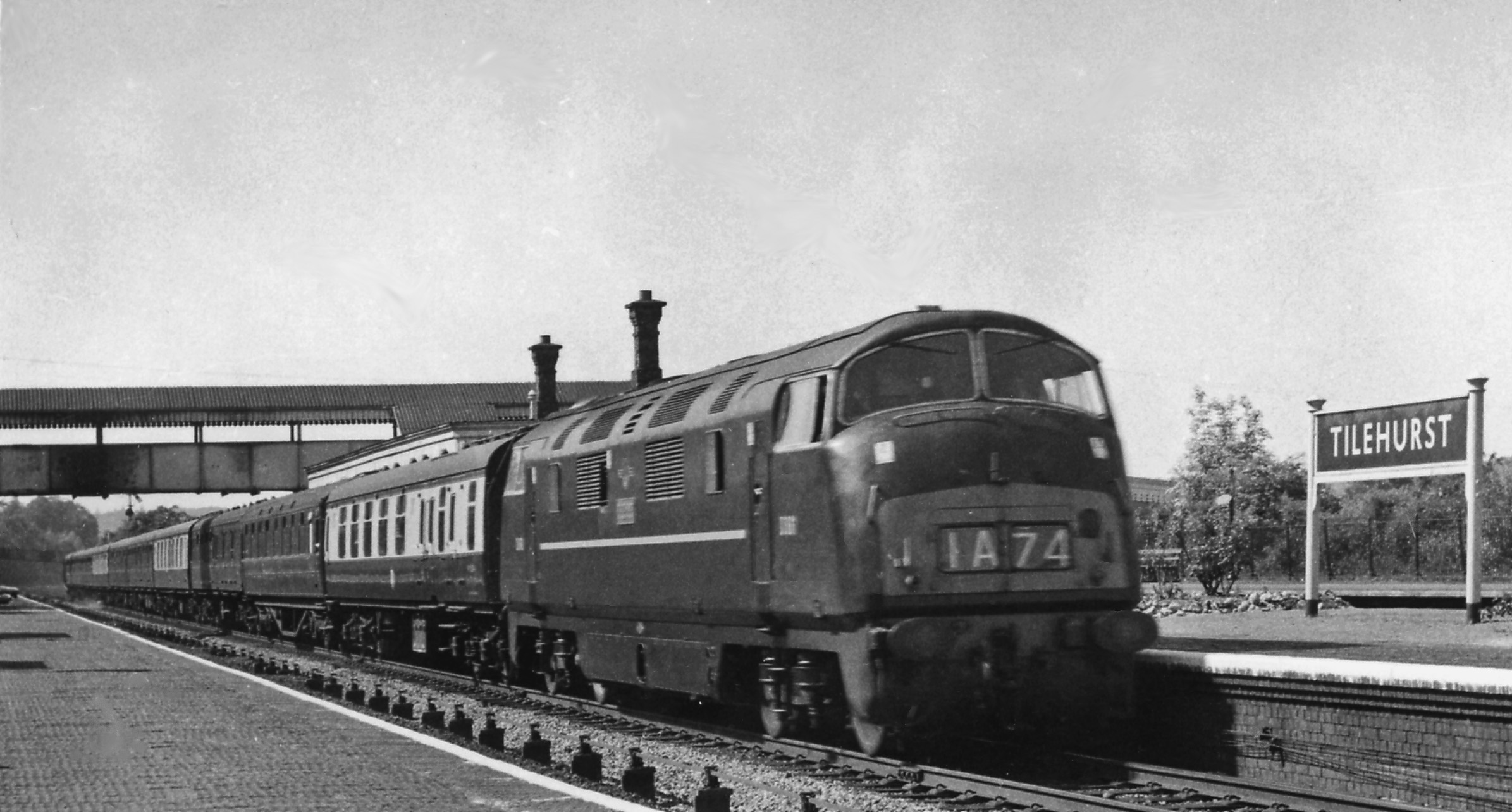
D861 Vigilant op 8 juni 1962 te Tilehurst.
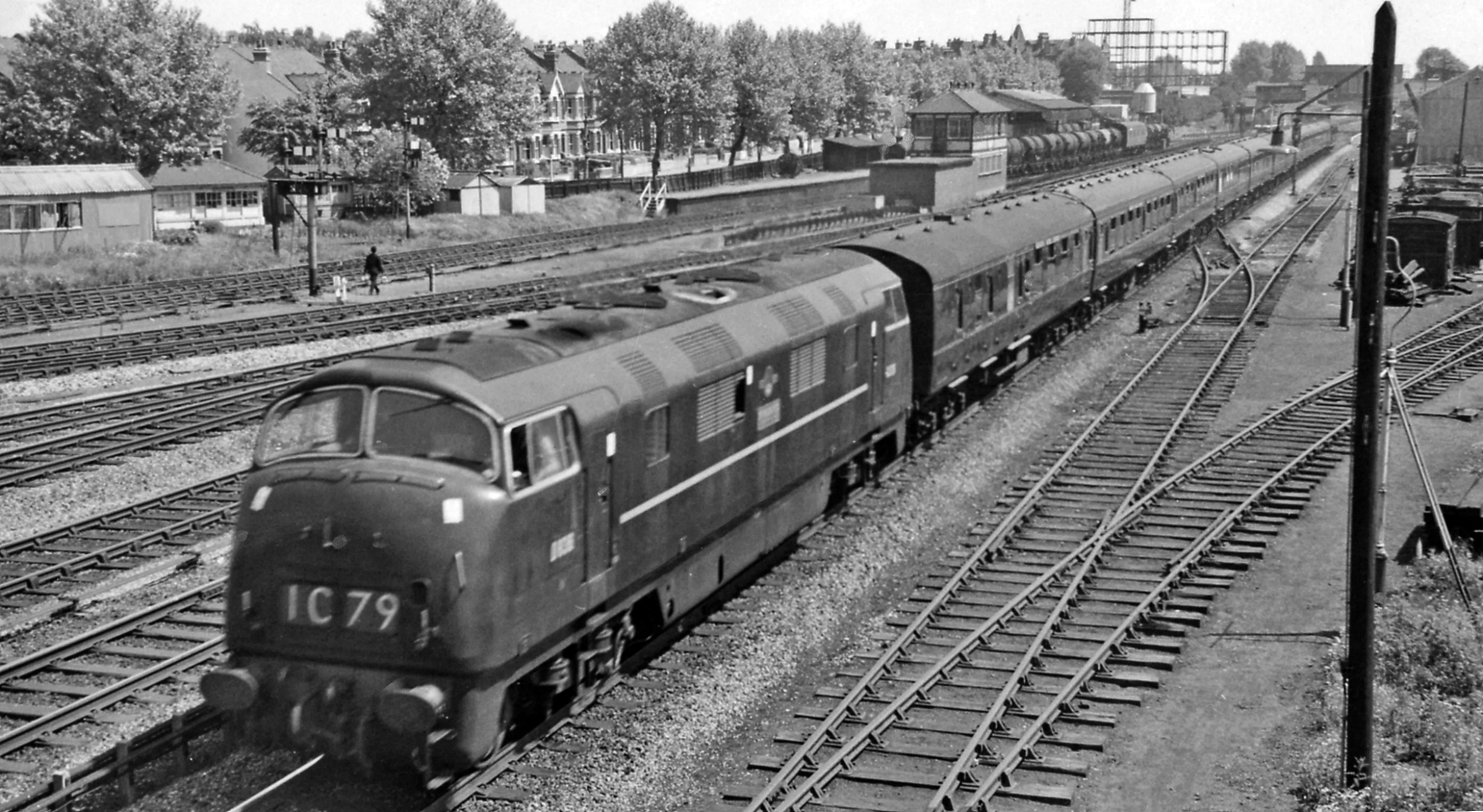
D836 Powerful in 1962 voor de Paddington-Bristol express bij West Ealing.
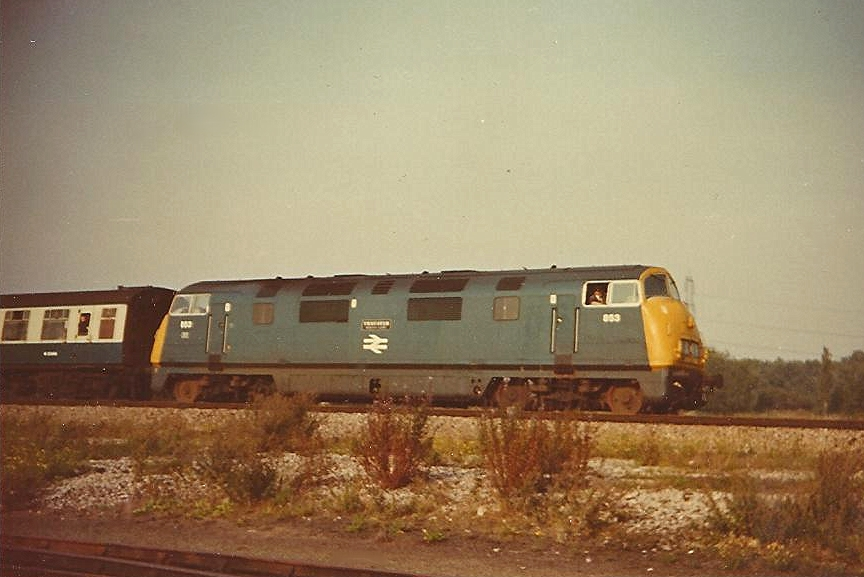
D853 Thruster onderweg in 1970.

## In bedrijf
In de normale dienst bleken de locomotieven van NBL minder betrouwbaar dan die uit Swindon. De uitlaatspruitstukken waren gemaakt van zacht staal in plaats van nikkel-staal zoals de door MAN zelf gebouwde motoren voor de V 200. Hierdoor waren ze breukgevoelig en ging druk voor het aandrijven van de turbo's verloren, bovendien kwamen ook uitlaatgassen vrij snel in de cabine terecht. Het motorontwerp leed ook onder het feit dat de belastbaarheid vrij hoog werd aangegeven voor een ontwerp zonder actieve zuigerkoeling en de levensduur van de zuigerveer als gevolg daarvan werd bekort. Eén MAN L12V18/21B werd naar de British Internal Combustion Engine Research Association gestuurd voor verschillende proeven en mogelijke aanpassingen om de tekortkomingen te verbeteren, maar hier kwam nooit iets van terecht. Verdere problemen ontstonden door de omzetting van het metrieke stelsel naar Britse maten toen de MAN-tekeningen door NBL werden verkregen. Het is vrijwel zeker dat afrondingsfouten bij de omrekening in de praktijk hebben geleid tot slechte toleranties en een verlaagde betrouwbaarheid. Ondanks dit alles laten cijfers over 1965 zien dat de NBL locomotieven een veel groter aantal kilometers per jaar aflegden dan hun tijdgenoten uit vermogensgroep 4 zoals de Westerns, Peaks en Brush Type 4. In 1967 was 1 NBL locomotief ondergebracht in Old Oak Common, de andere 32 in Newton Abbot. Ondanks dat het hun laatste jaar in dienst was, trok de Class 43 in de zomer van 1971 nog steeds langeafstandspassagierstreinen op diensten tussen Paddington en plaatsen in Devon.

## Ongevallen en incidenten
- Op 25 augustus 1962 kwam een reizigerstrein, getrokken door locomotief nr. D833 Panther, tot stilstand in Torquay, Devon vanwege defecten aan de locomotief. Een andere reizigerstrein reed door rood en botste achterop de stilstaande trein. Drieëntwintig mensen raakten gewond.
- Op 11 januari 1967 reed locomotief nr. D864 Zambesi bij St Annes in Bristol zonder trein op het spoor richting Londen toen ze in botsing kwam met de brokstukken van het achterste rijtuig van de trein van Paddington naar Bristol die na een botsing op het andere spoor hier terecht waren gekomen. De trein die om 11:45 vetrokken was uit Paddington was op het andere spoor aangereden door de omgeleide trein naar Swansea die om 12:00 uur uit Paddington was vertrokken. De schade aan de D864 was gering.
- Op 27 september 1967 vertrok locomotief nr. D853 Thruster om 09:45 uit Paddington met een trein naar Weston super Mare. Ter hoogte van Foxhall Junction, Didcot, reed de trein met een te hoge snelheid over een inhaalspoor en ontspoorde met één dode en 23 gewonden tot gevolg.

## Uitstroom
De door NBL gebouwde D800n werden nog voor de exemplaren uit Swindon afgevoerd. De Class 42 volgde korte tijd later omdat besloten was om alleen nog dieselelektrische aandrijving de gebruiken voor hoofdlijn diesels. Er is geen enkel exemplaar behouden en de namen werden toegekend aan de Class 50 die was ondergebracht in Bristol Bath Road, Laira Plymouth, Newton Abbot en Old Oak Common. De 840, 848 en 863 gingen in 1969 uit dienst, de rest volgde in 1971.

## Overzicht
| Loknummer | Naam         | Datum in dienst   | Datum uit dienst | Opmerkingen                                                                   |
| --------- | ------------ | ----------------- | ---------------- | ----------------------------------------------------------------------------- |
| D833      | Panther      | 6 juli 1960       | 3 oktober 1971   | Gesloopt 5 februari 1972 te Swindon                                           |
| D834      | Pathfinder   | 26 juli 1960      | 3 oktober 1971   | Gesloopt 18 februari 1972 te Swindon                                          |
| D835      | Pegasus      | 5 augustus 1960   | 3 oktober 1971   | Gesloopt 11 December 1971 te Swindon                                          |
| D836      | Powerful     | 13 september 1960 | 22 mei 1971      | Gesloopt 10 maart 1972 te Swindon                                             |
| D837      | Ramillies    | 8 november 1960   | 22 mei 1971      | Gesloopt 23 juni 1972 te Swindon                                              |
| D838      | Rapid        | 3 oktober 1960    | 27 maart 1971    | Gesloopt 29 juli 1972 te Swindon                                              |
| D839      | Relentless   | 12 november 1960  | 3 oktober 1971   | Gesloopt 4 augustus 1972 te Swindon                                           |
| D840      | Resistance   | 3 februari 1961   | 26 april 1969    | Gesloopt 26 mei 1971 te Swindon                                               |
| D841      | Roebuck      | 14 december 1960  | 3 oktober 1971   | Gesloopt 25 februari 1972 te Swindon                                          |
| D842      | Royal Oak    | 20 december 1960  | 3 oktober 1971   | Gesloopt 17 maart 1972 te Swindon. Replica naambord hangt in een pub bij York |
| D843      | Sharpshooter | 2 januari 1961    | 22 mei 1971      | Gesloopt 21 april 1972 te Swindon                                             |
| D844      | Spartan      | 16 maart 1961     | 3 oktober 1971   | Gesloopt 26 mei 1972 te Swindon                                               |
| D845      | Sprightly    | 7 april 1961      | 3 oktober 1971   | Gesloopt 19 mei 1972 te Swindon                                               |
| D846      | Steadfast    | 12 april 1961     | 22 mei 1971      | Gesloopt 24 December 1971 te Swindon                                          |
| D847      | Strongbow    | 22 april 1961     | 27 maart 1971    | Gesloopt 17 maart 1972 te Swindon                                             |
| D848      | Sultan       | 27 april 1961     | 26 maart 1969    | Gesloopt 26 mei 1971 te Swindon                                               |
| D849      | Superb       | 29 mei 1961       | 22 mei 1971      | Gesloopt 7 juli 1972 te Swindon                                               |
| D850      | Swift        | 8 juni 1961       | 22 mei 1971      | Gesloopt 3 maart 1972 te Swindon                                              |
| D851      | Temeraire    | 10 juli 1961      | 22 mei 1971      | Gesloopt 9 juni 1972 te Swindon                                               |
| D852      | Tenacious    | 24 juli 1961      | 3 oktober 1971   | Gesloopt 2 juni 1972 te Swindon                                               |
| D853      | Thruster     | 30 augustus 1961  | 3 oktober 1971   | Gesloopt 16 juni 1972 te Swindon                                              |
| D854      | Tiger        | 26 september 1961 | 3 oktober 1971   | Gesloopt 5 mei 1972 te Swindon                                                |
| D855      | Triumph      | 25 oktober 1961   | 3 oktober 1971   | Gesloopt 28 april 1972 te Swindon                                             |
| D856      | Trojan       | 16 november 1961  | 22 mei 1971      | Gesloopt 7 januari 1972 te Swindon                                            |
| D857      | Undaunted    | 11 december 1961  | 3 oktober 1971   | Gesloopt 28 april 1972 te Swindon                                             |
| D858      | Valorous     | 15 december 1961  | 3 oktober 1971   | Gesloopt 9 juni 1972 te Swindon                                               |
| D859      | Vanquisher   | 9 januari 1962    | 27 maart 1971    | Gesloopt 30 juni 1972 te Swindon                                              |
| D860      | Victorious   | 22 januari 1962   | 27 maart 1971    | Gesloopt 4 December 1971 te Swindon                                           |
| D861      | Vigilant     | 14 februari 1962  | 3 oktober 1971   | Gesloopt 29 juli 1972 te Swindon                                              |
| D862      | Viking       | 13 maart 1962     | 3 oktober 1971   | Gesloopt 12 mei 1972 te Swindon                                               |
| D863      | Warrior      | 7 april 1962      | 26 maart 1969    | Gesloopt door J Cashmore Ltd, Newport                                         |
| D864      | Zambesi      | 10 mei 1962       | 27 maart 1971    | Zou Zealous genoemd worden Gesloopt 19 November 1971 te Swindon               |
| D865      | Zealous      | 28 juni 1962      | 22 mei 1971      | Zou Zenith genoemd worden Gesloopt 9 juni 1972 te Swindon                     |